# 헤르글라

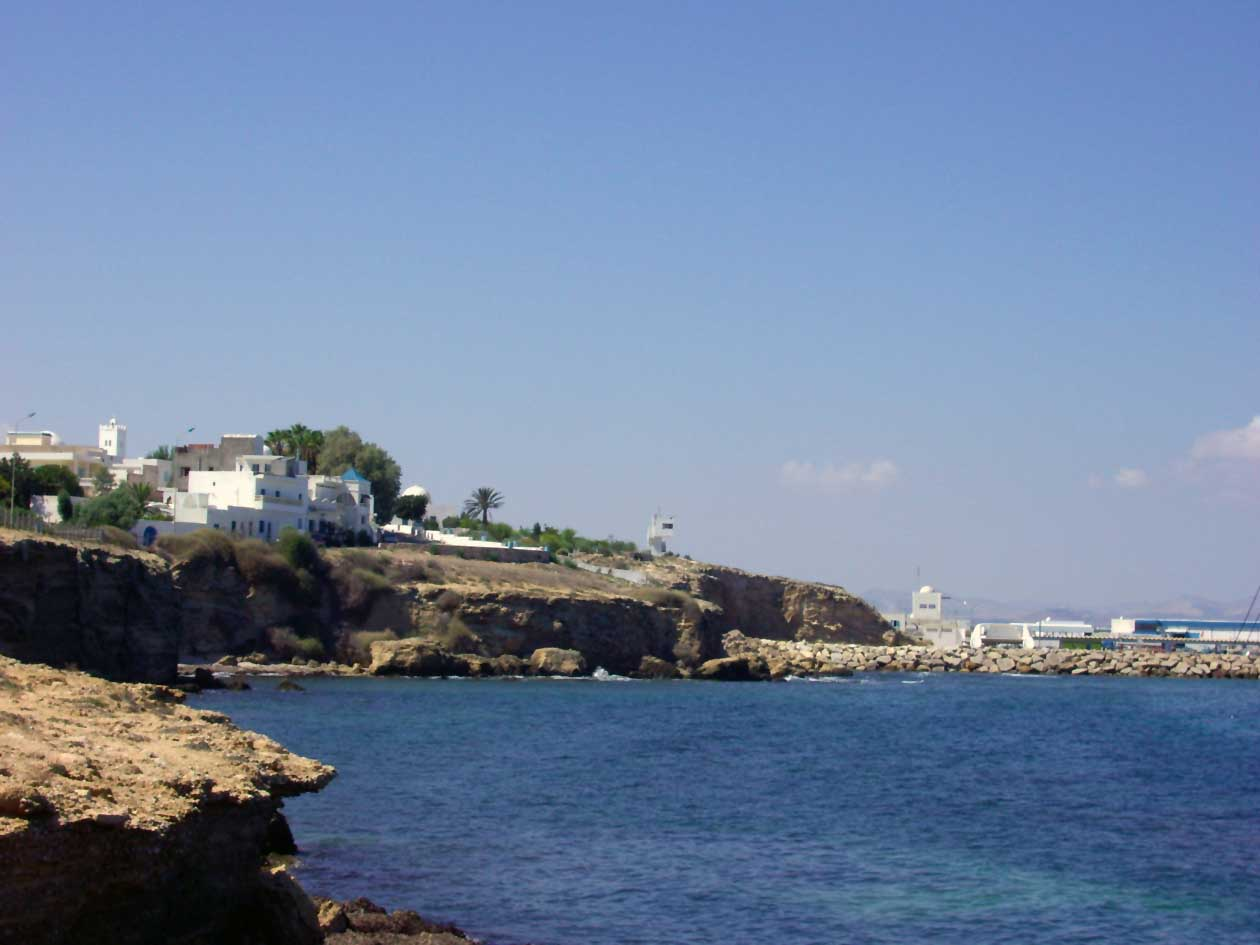

헤르글라(영어: Hergla, 아랍어: هرقلة)는 튀니지 수스 주에 있는 도시이다. 인구는 6,332명(2004년)이다.